# Ahmed Ben Abderrahman
 (janvier 2020).
Pour les articles homonymes, voir Abderrahmane.
Ahmed Ben Abderrahman est  un chef d'entreprise belgo-marocain né à Tanger en 1954. Il est connu depuis plusieurs années pour héberger des sans abris et des migrants. 
En effet, son hôtel (Hotel Mozart) situé en plein centre de Bruxelles accueille les sans abris pendant les périodes de grand froid,,,,.
En janvier 2019, une polémique l'oppose à Mehdi Kassou, gérant de la Plateforme citoyenne, un réseau d'aide aux migrants du parc Maximilien.